# Poltár
Poltár è una città della Slovacchia, capoluogo del distretto omonimo, nella regione di Banská Bystrica.
La città viene citata per la prima volta con il nome di silva Polta nel 1246. Ha ottenuto lo status di città nel 1969.
Poltár à la città natale di Ivan Gašparovič, Presidente della Slovacchia dal 15 giugno 2004.